# Моргантаун (Індіана)
Моргантаун (англ. Morgantown) — місто (англ. town) в США, в окрузі Морган штату Індіана. Населення — 1014 особи (2020).

## Географія
Моргантаун розташований за координатами 39°22′22″ пн. ш. 86°15′31″ зх. д. / 39.37278° пн. ш. 86.25861° зх. д. (39.372890, -86.258604).  За даними Бюро перепису населення США в 2010 році місто мало площу 0,98 км², уся площа — суходіл.

## Демографія
Згідно з переписом 2010 року, у місті мешкало 986 осіб у 374 домогосподарствах у складі 236 родин. Густота населення становила 1008 осіб/км².  Було 418 помешкань (427/км²).
Расовий склад населення:
| - 98,5 % — білих - 0,4 % — корінних американців - 0,2 % — азіатів - 0,1 % — чорних або афроамериканців |

До двох чи більше рас належало 0,5 %. Частка іспаномовних становила 0,4 % від усіх жителів.
За віковим діапазоном населення розподілялося таким чином: 26,5 % — особи молодші 18 років, 57,4 % — особи у віці 18—64 років, 16,1 % — особи у віці 65 років та старші. Медіана віку мешканця становила 37,9 року. На 100 осіб жіночої статі у місті припадало 90,7 чоловіків;  на 100 жінок у віці від 18 років та старших — 86,4 чоловіків також старших 18 років.
Середній дохід на одне домашнє господарство  становив 43 760 доларів США (медіана — 37 009), а середній дохід на одну сім'ю — 46 105 доларів (медіана — 38 750). Медіана доходів становила 43 000 доларів для чоловіків та 33 750 доларів для жінок. За межею бідності перебувало 11,8 % осіб, у тому числі 16,2 % дітей у віці до 18 років та 11,1 % осіб у віці 65 років та старших.
Цивільне працевлаштоване населення становило 342 особи. Основні галузі зайнятості: виробництво — 20,8 %, будівництво — 15,8 %, освіта, охорона здоров'я та соціальна допомога — 12,9 %.